# Eleutheranthera
Eleutheranthera là một chi thực vật có hoa trong họ Cúc (Asteraceae).

## Loài
Chi Eleutheranthera gồm các loài: